# Camille Ruest
Camille Ruest (Rimouski, Quebec; 23 de noviembre de 1993) es una patinadora artística sobre hielo canadiense, ganadora de la medalla de bronce en el Campeonato Nacional de Canadá de Patinaje Artístico sobre Hielo celebrado de 2019, en la modalidad de parejas junto a su compañero Andrew Wolfe.
Ruest también participó en los Internacionales de Francia 2018 de nuevo junto a Andrew Wolfe, quedando en quinto lugar.

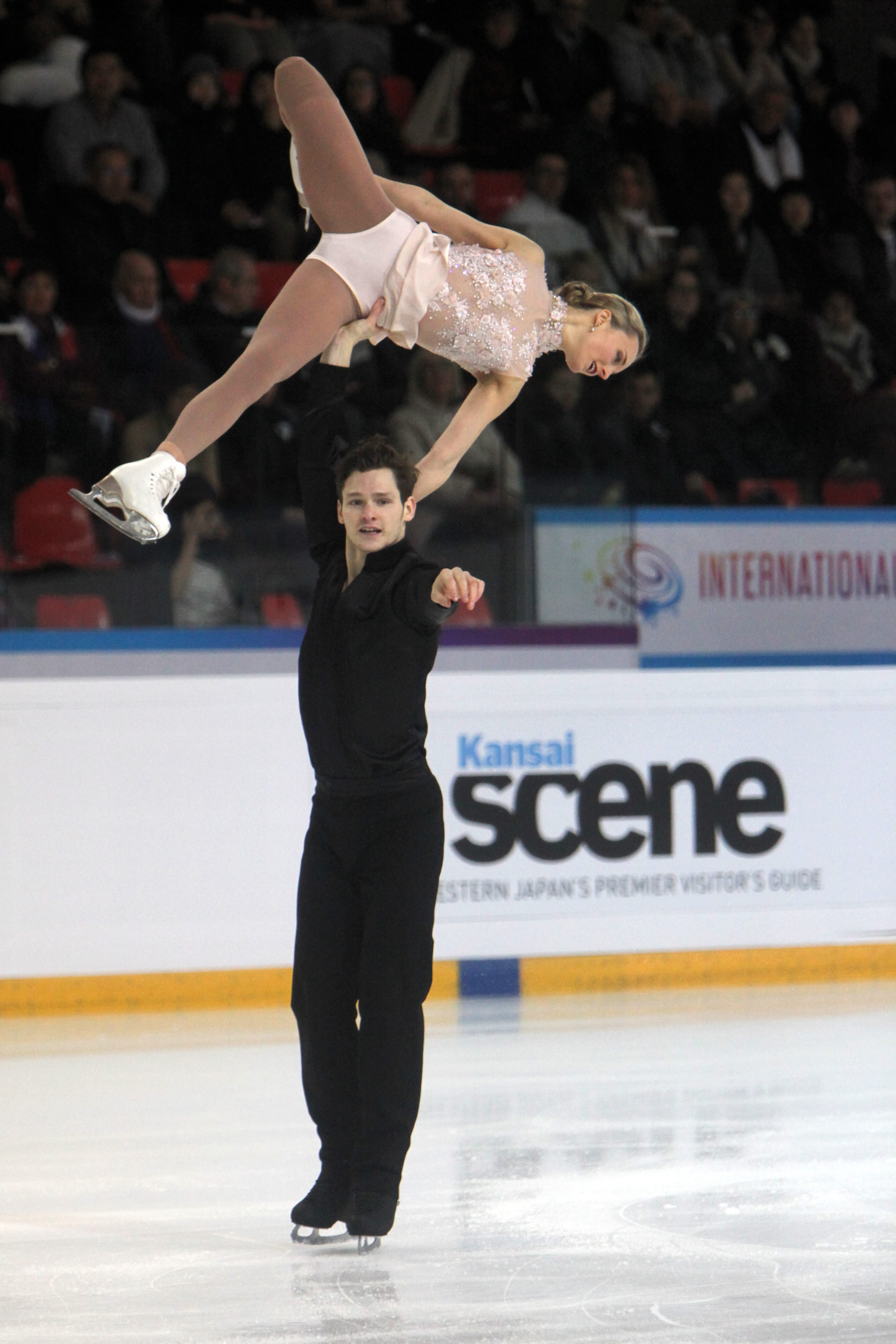
Ruest junto a Wolfe en 2018